# Nicole Faverón
Nicole Faverón Vázquez (Lima, 24 de febrero de 1988) es una modelo, psicóloga clínica y exreina de belleza peruana ganadora del título Miss Perú 2012 y representante de dicho país en el certamen Miss Universo 2012.

## Trayectoria

### Inicios
Debutó en el modelaje a los 19 años, participando como imagen de conocidas marcas, para luego participar en el concurso Ford Supermodel of the World, llegando al quinto lugar de la competencia y fue elegida para ser parte de la agencia de modelaje Ford.
En 2012, se suma a la edición del certamen local Miss Perú Universo, donde finalmente se convirtió en la ganadora y accedió al evento mundial Miss Universo de ese año.

### Miss Universo 2012
Nicole representó a su país en el certamen Miss Universo 2012, el cual se llevó a cabo en la ciudad de Las Vegas, en Estados Unidos, donde se midió con otras 88 candidatas de diferentes países y regiones para ganar el título que hasta entonces ostentaba la angoleña Leila Lopes; al ser seleccionada como la favorita del público, logró ubicar a Perú entre las 16 cuartofinalistas, hecho que no ocurría desde el año 2005, adicionalmente, el traje típico de Nicole estuvo entre los 10 mejores del certamen. Después de su participación en el Miss Universo, en 2013 formó su propia escuela de modelos.

### Televisión
A finales de 2013, Faverón inicia su participación en el reality show Esto es guerra, desempeñándose en el rol de competidora. Debido a los problemas que tuvo con sus compañeros (especialmente con Natalie Vértiz y Jazmín Pinedo) y su bajo rendimiento en el programa, optó con retirarse a mediados de 2014. Además, fue partícipe de algunos videoclips musicales.

## Vida personal
Nacida en la capital Lima el 24 de febrero de 1988, proviene de una familia de clase media.
Vivió en su ciudad natal hasta llegar a los 4 años cuando se traslada junto a toda su familia a Iquitos, ciudad de la selva peruana.
Estudió la carrera de psicología en la Universidad Peruana de Ciencias Aplicadas, siendo egresada ejerciendo la profesión hasta la actualidad.
En el año 2013, mantuvo una relación sentimental con el actor y modelo Miguel Arce.
En el año 2018 contrajo matrimonio con el empresario minero alemán Jonas Nitschack; con quién tiene 2 hijos.
Posteriormente, Faverón se convirtió en vocera de la campaña de prevención contra el cáncer de mama en 2021, enfermedad que tuvo desde los 14 años.